# Governo neerlandês no exílio
```
   |-
       |
Erro:
:  
valor não especificado para "
nome_comum
"

   |-
       | 
Erro:
:  
valor não especificado para "
continente
"
```

O governo neerlandês no exílio (em neerlandês:  Nederlandse regering in ballingschap), também conhecido como Gabinete de Londres (em neerlandês:  Londens kabinet), foi o governo no exílio da Holanda, supervisionado pela rainha Guilhermina dos Países Baixos, que fugiu para Londres após a invasão alemã do país durante a Segunda Guerra Mundial em 10 de maio de 1940.

## Antecedentes e exílio

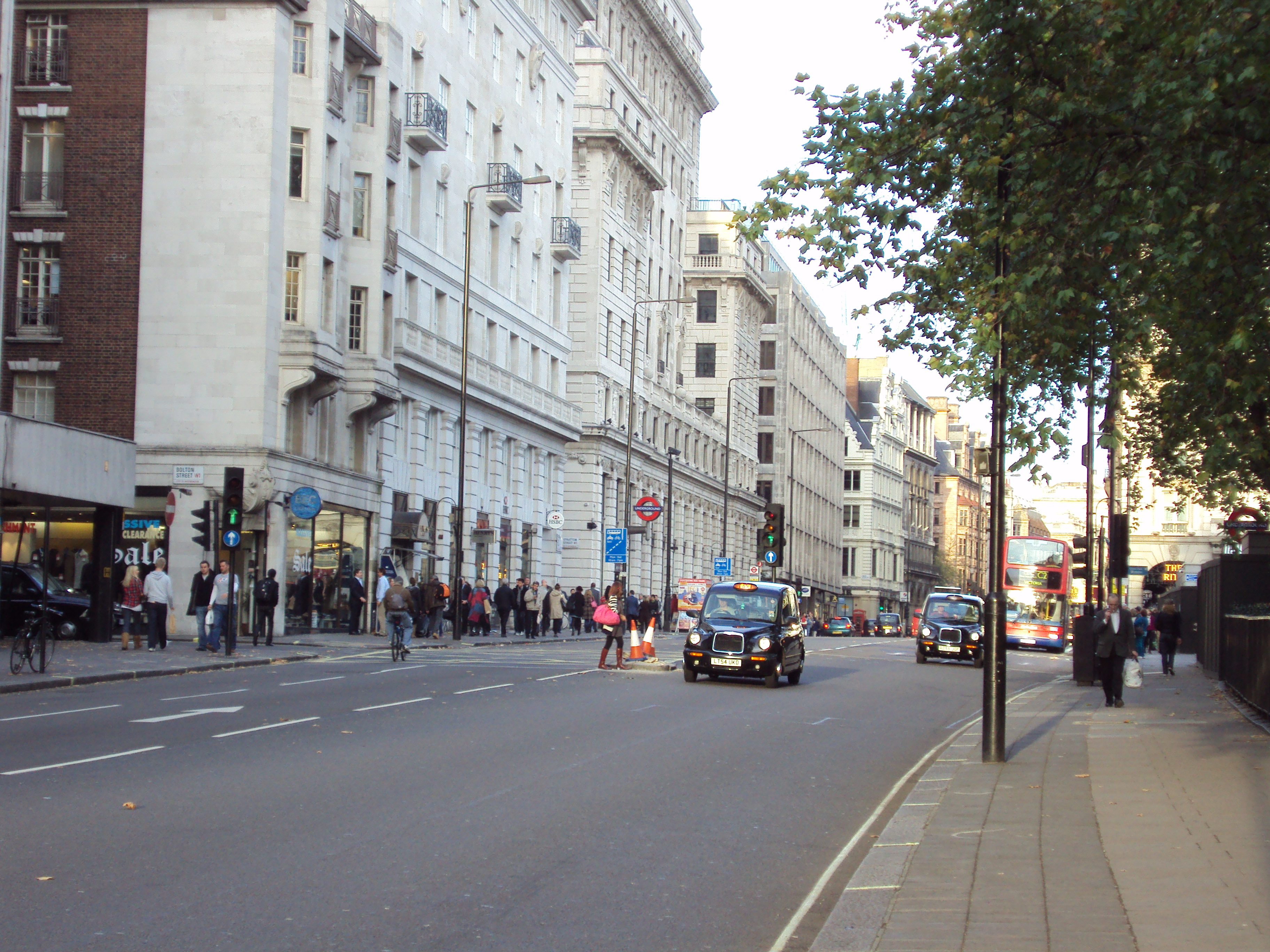
Stratton House em Piccadilly, Green Park, onde o governo holandês no exílio estava localizado.

Até 1940, a Holanda era um país neutro que geralmente mantinha boas relações com a Alemanha. Em 10 de maio de 1940, a Alemanha invadiu a Holanda. A Rainha Guilhermina fugiu do país a bordo do contratorpedeiro britânico HMS Hereward, chegando a Londres em 13 de maio.  As forças armadas holandesas se renderam dois dias depois, pois não conseguiram resistir à velocidade do ataque de estilo blitzkrieg da Alemanha. Em Londres, a rainha assumiu o comando do governo holandês no exílio, estabelecido em Stratton House, na área de Piccadilly, em Londres, em frente ao Green Park. Inicialmente, sua esperança era que a França se reagrupasse e libertasse o país. Embora tenha havido tal tentativa, logo falhou, e as forças aliadas foram cercadas e forçadas a evacuar em Dunquerque. As forças armadas holandesas na Holanda, exceto aquelas que ocupavam a Zelândia, se renderam em 15 de maio de 1940.
Para salvaguardar a sucessão, a herdeira do trono, a Princesa Juliana, junto com sua família, foi enviada para mais longe, para o Canadá, onde ficaram até o fim da guerra.
O governo no exílio logo se deparou com um dilema. Depois que a França foi derrotada, o governo da França de Vichy chegou ao poder e propôs a Adolf Hitler uma política de colaboração. Isso levou a um conflito entre o primeiro-ministro Dirk Jan de Geer e a rainha. De Geer queria voltar para a Holanda e colaborar também. O governo no exílio ainda controlava as Índias Orientais Neerlandesas com todos os seus recursos e era o terceiro maior produtor de petróleo do mundo, depois dos Estados Unidos e da União Soviética. A rainha percebeu que se os holandeses colaborassem com a Alemanha, as Índias Orientais Neerlandesas seriam rendidas ao Japão, assim como a Indochina Francesa foi rendida posteriormente por ordens do governo de Vichy.

## Exílio em Londres

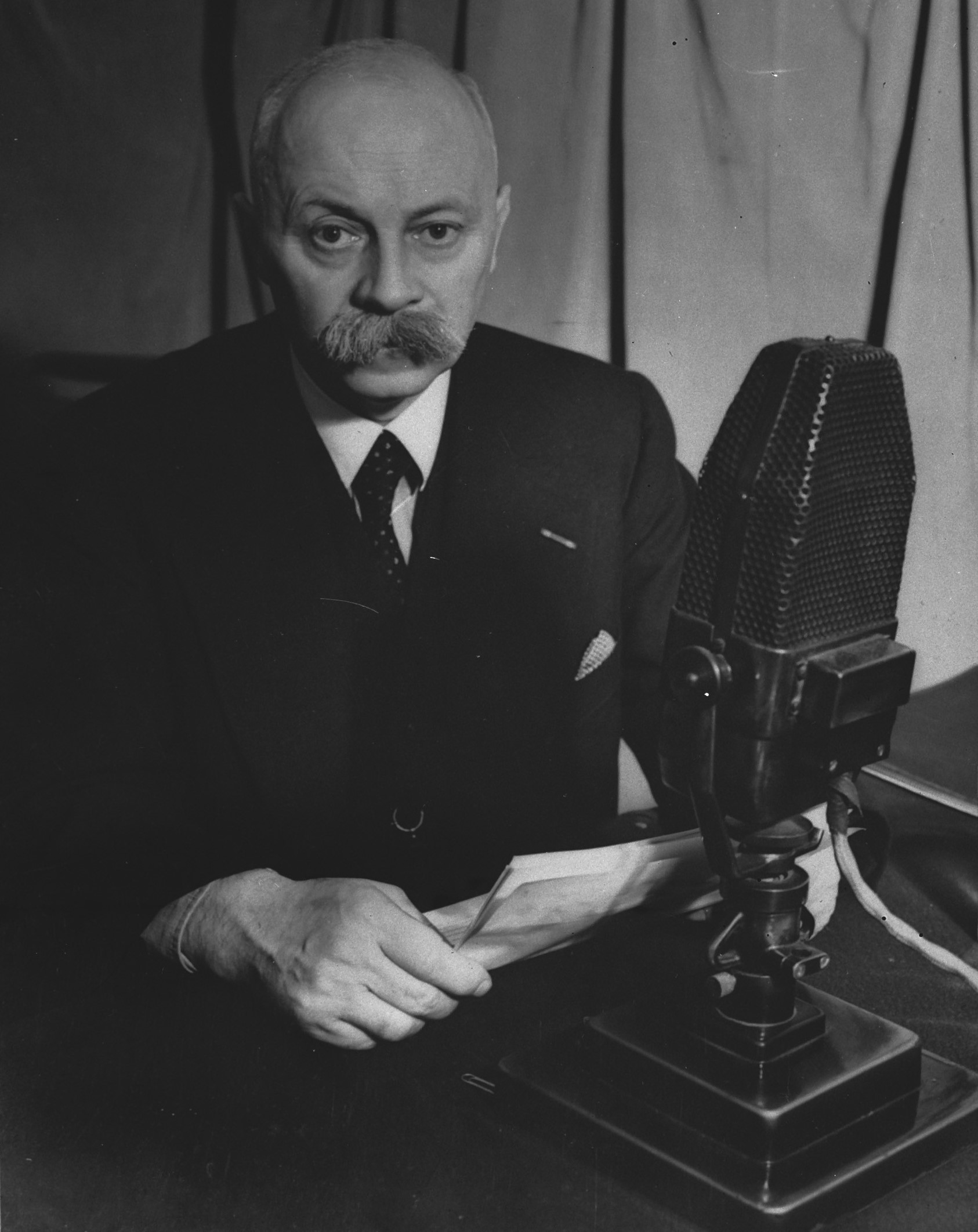
Pieter Sjoerds Gerbrandy, primeiro-ministro do governo exilado em um microfone da BBC, 23 de setembro de 1941

Como a esperança de libertação era agora a entrada dos americanos ou da União Soviética na guerra, a rainha demitiu De Geer como primeiro-ministro. Ela o substituiu por Pieter Sjoerds Gerbrandy, que trabalhou com Churchill e Roosevelt em maneiras de facilitar o caminho para uma entrada americana. Aruba e Curaçau, com refinarias exportadoras de petróleo de classe mundial, foram importantes fornecedores de produtos refinados para os Aliados. Aruba tornou-se um protetorado britânico de 1940 a 1942 e um protetorado dos Estados Unidos de 1942 a 1945. Em 23 de novembro de 1941, por meio de um acordo com o governo holandês no exílio, os Estados Unidos ocuparam a Guiana Holandesa para proteger as minas de bauxita. Um boicote ao petróleo foi imposto ao Japão, o que ajudou a desencadear o ataque a Pearl Harbor.
Em setembro de 1944, os governos holandês, belga e luxemburguês no exílio começaram a formular um acordo sobre a criação de uma União Aduaneira Benelux. O acordo foi assinado na Convenção Aduaneira de Londres em 5 de setembro de 1944.
A ação incomum da rainha foi posteriormente ratificada pelos Estados Gerais da Holanda em 1946. Churchill a chamou de "o único homem no governo holandês". Após o fim da Segunda Guerra Mundial, Guilhermina e seu governo retornaram do exílio para restabelecer um regime mais democrático do que nunca.